# Onderhuids weefsel
Onderhuids weefsel, ook wel subcutis of hypodermis, is de laag die net onder de huid is gelegen. Zoals de wetenschappelijke naam zegt is het de laag onder (sub) de eigenlijke huid (cutis, die bestaat uit de dermis (lederhuid) en epidermis (opperhuid). De subcutis bestaat voornamelijk uit vetweefsel, afgescheiden door bindweefselschotten. Ook zijn bloedvaten en zenuwen aanwezig. 
Injecties van medicijnen kunnen subcutaan geplaatst worden: het subcutaan injecteren van grotere hoeveelheden is minder pijnlijk dan dermale of intramusculaire (in een spier) geïnjecteerde medicijnen. Bij kippen wordt de injectie vaak net na de subcutis geplaatst, wat leidt tot een betere opname van de medicijnen. Vandaar dat ze ook luid kakelen bij dergelijke ingrepen. 
Huidaandoeningen die de subcutis (kunnen) betreffen zijn verschillende vormen van 
- panniculitis = ontsteking van vetweefsel (door allerlei oorzaken).
- vasculitis = bloedvaatontsteking, vooral als het wat grotere vaten betreft.